# Ululomyia sylvatica
Ululomyia sylvatica är en insektsart som först beskrevs av Fraser 1957.  Ululomyia sylvatica ingår i släktet Ululomyia och familjen fjärilsländor. Inga underarter finns listade i Catalogue of Life.